# Islas Chuuk
Las islas Chuuk, anteriormente llamadas islas Truk o atolón Truk, son un atolón del océano Pacífico situado a unos 1800 kilómetros (970 millas náuticas) al noreste de Nueva Guinea y que forma parte del estado de Chuuk, dentro de los Estados Federados de Micronesia (EFM). Un arrecife protector de 225 kilómetros encierra un puerto natural de 79 por 50 km (43 millas náuticas × 27 millas náuticas), con un área de 2130 km2. Tiene una superficie terrestre de 93,07 kilómetros cuadrados, con una población de 36 158 habitantes y una elevación máxima de 443 metros. La ciudad de Weno en la isla de Moen funciona como la capital del atolón y la capital del estado, y es la ciudad más grande de los EFM con 13 700 habitantes.
El atolón Chuuk fue la principal base naval del Imperio de Japón en el teatro del Pacífico Sur durante la Segunda Guerra Mundial. Fue el sitio de un gran ataque estadounidense durante la Operación Hailstone en febrero de 1944 y de la Operación Inmate, un pequeño asalto realizado por las fuerzas británicas y canadienses en junio de 1945.

## Nombre
Chuuk significa montaña en el idioma chuukés. La laguna se conocía principalmente como Truk (una pronunciación incorrecta de Ruk), hasta 1990. Otros nombres incluían Hogoleu, Torres, Ugulat y Lugulus.

## Geografía
Las islas Chuuk son parte del grupo más grande de las Islas Carolinas. El área consta de once islas principales (correspondientes a los once municipios de la laguna de Truk, que son Tol, Udot, Fala-Beguets, Ramanum y Eot del grupo de las islas Faichuk, y Weno, Fefen, Dublón, Uman, Param y Tsis del grupo de las islas Namoneas) y cuarenta y seis más pequeñas dentro de la laguna, más cuarenta y una en el borde del arrecife de coral.
La siguiente es una lista de islas, localidades y población según el censo de 2010:
| Island             | Capital    | Localidades | Superficie (km2) | Población |
| ------------------ | ---------- | --- | ---------------- | --------- |
| Islas Chuuk        |            | | 93.07            | 36158     |
| Faichuk            |            | | 41.8             | 11305     |
| Fanapanges         | Nepitiw    | Peniamwan, Wichuk, Seisein, Sapotiw                                                                                                   | 1.62             | 672       |
| Paata              | Sapaata    | Chukufefin, Nukaf, Epin, Pokochou, Etlemar, Onas Point                                                                                | 4.4              | 1107      |
| Polle              | Nepanonong | Chukaram, Neton, Malaio, Unikappi, Sapou, Miari, Neirenom                                                                             | 9.3              | 1496      |
| Ramanum            | Winisi     | Chorong, Nepor Point | 0.856            | 865       |
| Tol                | Foson      | Chukienu, Wichukuno, Wonip, Nechocho, Munien, Faro, Winifei, Foupo, Foup                                                              | 10.3             | 4579      |
| Udot               | Fanomo     | Tunuk, Wonip, Ounechen, Monowe, Chukisenuk, Mwanitiw, Penia                                                                           | 4.5              | 1680      |
| Onei               | Nambo      | Onnap, Fanato, Nepos, Peniata, Sapitiw, Anakun, Tolokas, Ras                                                                          | 10               | 638       |
| Namoneas del Norte |            | | 20.76            | 14620     |
| Fono               | Fanip      | Mesor | 0.342            | 388       |
| Piis               | Nukan      | Sapatiw | 0.32             | 360       |
| Weno               | Weno       | Neiwe, Mwan, Nepukos, Iras, Mechitiw, Tunuk, Peniesene, Penia, Wichap                                                                 | 19.1             | 13854     |
| Namoneas del Sur   |            | | 30.42            | 10233     |
| Fefan              | Messa      | Sapota, Aun, Sapore, Upwein, Fason, Wininis, Pieis, Ununo, Fongen, Onongoch, Feini, Mwen, Saporanong, Manukun, Meseiku, Kukuwu, Sopuo | 12.15            | 3471      |
| Tonowas            | Nemuanon   | Pwene, Chun, Nechap, Tonof, Pata, wonpiepi, Meseran, Fankachau, Sapou, Roro, Penior, Nukanap, Penienuk, Saponong, Supun, Nukan        | 8.94             | 3294      |
| Uman               | Nepononong | Sapou, Nepon, Sapotiw, Sapota, Nesarau, Sanuk, Mochon, Nukan, Manukun                                                                 | 3.86             | 2540      |